# Добринович, Пера
Пера (Петар) Добринович (серб. Пера Добриновић; 10 августа 1853, Белград — 22 декабря 1923, там же) — сербский актёр, режиссёр и театральный деятель, директор Сербского национального театра в городе Нови-Сад и Национального театра в Белграде.

## Биография
Окончил театральную школе в Белграде. С 1873 выступал на сцене театра в Нови-Саде, был там же режиссёром и директором Сербского национального театра (в 1905—1910).
С 1913 — работал в Белграде руководителем Национального театра.

## Творчество
Играл трагические и комические роли отечественного и зарубежного репертуара, среди которых, известные своим богатством и разнообразием: Яго (в Отелло Шекспира), Ричард III (Шекспира) и другие.
Свои лучшие роли П. Добринович создал в произведениях национального репертуара: играл в историко-романтических драмах и
комедиях М. Глишича, Б. Нушича и др. Наиболее значительная работа — образ скупого грека в комедии И. Стерии-Поповича «Кир Яня».
Яркое реалистическое творчество П. Добриновича оказало значительное влияние на развитие сербского театрального искусства.
П. Добринович — первый сербский актёр, которому в 1982 году был установлен памятник в Нови-Саде.
Назван в числе 100 самых знаменитых сербов.